# Maisie Williams
Margaret Constance "Maisie" Williams (Bristol, 15 de abril de 1997) é uma atriz britânica, conhecida por interpretar Arya Stark na série de televisão Game of Thrones da HBO, pela qual foi indicada para o Emmy de Melhor Atriz Coadjuvante em Série Dramática, em 2016 e 2019.

## Biografia

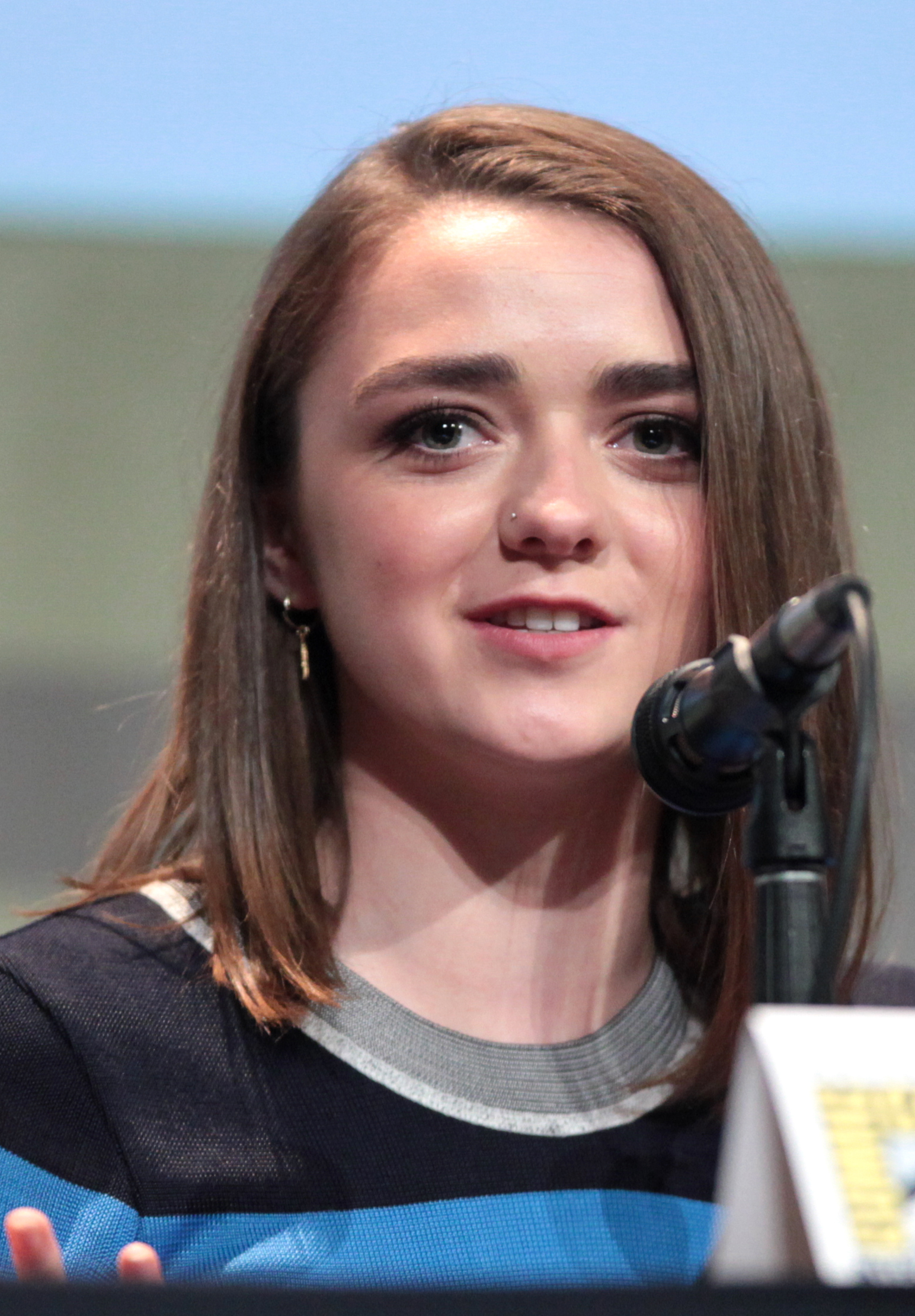
Maisie na San Diego Comic-Con em 2015.

Williams cresceu em Somerset, estudando na Norton Hill School em Midsomer Norton. Ela sempre gostou muito de dança, tendo aulas na Sue Hill School of Dance desde bem cedo.

## Carreira de atriz
Através da escola ela participou de um evento na França onde conseguiu um agente que a fez fazer um teste para o papel de Arya Stark na série de televisão Game of Thrones da HBO, que estreou em 2011.
Em 2012, ela participou da minissérie em três capítulos intitulada The Secret of Crickley Hall da BBC, interpretando Loren Caleigh.
Em 2015, Williams protagonizou o filme de televisão britânico Cyberbully como Casey Jacobs, exibido pelo Channel 4. Ela também participou da série de televisão Doctor Who da BBC, no papel de Ashildr/Lady Me.
Ela foi confirmada no elenco principal do filme de ação e aventura Os Novos Mutantes, que será lançado em 2020; ao lado dos atores Anya Taylor-Joy, Charlie Heaton, Henry Zaga, Blu Hunt (da qual te cenas românticas) e Alice Braga.

## Filmografia

### Cinema
| Ano  | Título                     | Personagem              | Notas            |
| ---- | -------------------------- | ----------------------- | ---------------- |
| 2012 | The Olympic Ticket Scalper | Scraggly Sue            | Curta-metragem   |
| 2012 | Heatstroke                 | Josie O'Malley          |                  |
| 2013 | Up on the Roof             | Trish                   | Curta-metragem   |
| 2013 | Corvidae                   | Jay                     | Curta-metragem   |
| 2014 | Gold                       | Abbie                   |                  |
| 2015 | The Falling                | Lydia Lamont            |                  |
| 2016 | The Book Of Love           | Millie                  |                  |
| 2017 | iBoy                       | Lucy                    | Filme da Netflix |
| 2017 | Mary Shelley               | Isabel Baxter           |                  |
| 2017 | Stealing Silver            | Leonie                  | Curta-metragem   |
| 2018 | Early Man                  | Goona                   | Voz              |
| 2018 | Then Came You              | Skye                    |                  |
| 2020 | Os Novos Mutantes          | Rahne Sinclair / Lupina |                  |
| 2020 | The Owners                 | Mary                    |                  |

### Televisão
| 2011-2019 | Game of Thrones             | Arya Stark                                                                           | Protagonista                       |
| 2012      | The Secret of Crickley Hall | Loren Caleigh                                                                        | 3 episódios                        |
| 2014      | Robot Chicken               | Black Cherry Pie, Shlorpette (voz) Didi Pickles, Margaux Kramer, Bee Cosplayer (voz) | 2 episódios                        |
| 2015      | Cyberbully                  | Casey Jacobs                                                                         | Filme para televisão do Channel 4; |
| 2015      | Doctor Who                  | Ashildr                                                                              | 4 episódios                        |
| 2020      | Two Weeks to Live           | Kim Noakes                                                                           | 6 episódios                        |

### Videoclipes
| Ano  | Artista       | Música                   |
| ---- | ------------- | ------------------------ |
| 2015 | Seafret       | Oceans                   |
| 2015 | The Vamps     | Rest Your Love           |
| 2015 | Pentatonix    | Sing                     |
| 2015 | Gardna        | Sunday                   |
| 2019 | Freya Ridings | You Mean The World To Me |